# Al Blozis
Alfred (Albert) Charles Blozis (* 5. Januar 1919 in Garfield, New Jersey; † 31. Januar 1945 in den Vogesen bei Colmar, Frankreich; Spitznamen: The Human Howitzer, Big Al oder Hoya Hercules) war ein US-amerikanischer American-Football-Spieler. Er spielte unter anderem als Tackle in der National Football League (NFL).

## Jugend
Die Familie von Al Blozis stammte aus Litauen. Sein Vater war ein Tagelöhner. Er besuchte in Jersey City die High School, wo er als herausragender Athlet auffiel und zahlreiche Sportarten, darunter auch American Football, betrieb. 1937 wurde er als Footballspieler in die Staatsauswahl von New Jersey gewählt.

## Laufbahn
Blozis studierte von 1939 bis 1941 an der Georgetown University. Er kam in zahlreichen Sportarten zu Meisterschaftsehren und spielte als Tackle bei den Georgetown Hoyas. 1939 blieb sein Footballteam ungeschlagen. 1941 spielte er mit seiner Mannschaft im Orange Bowl, das Spiel ging allerdings mit 14:7 gegen die Mississippi State University verloren. Blozis wurde in der NFL Draft 1942 durch die New York Giants in der fünften Runde an 38. Stelle gezogen. Im Jahr 1943 wurde er in die United States Army eingezogen, nachdem er 1941 aufgrund seiner Körpergröße noch zurückgestellt worden war. Für den Militärdienst war Blozis zunächst einfach zu groß und kräftig gewesen. Blozis kam daher lediglich auf 23 Spiele in der NFL während der regular Season. 1944 lief er noch dreimal für die von Steve Owen trainierten New York Giants auf. Die Giants konnten in diesem Jahr in das NFL-Meisterschaftsspiel einziehen. Blozis wurde für das Spiel freigestellt, konnte aber nicht verhindern, dass sein Team im Endspiel gegen die Green Bay Packers mit 14:7 verlor.
Zwei Tage nach dem NFL-Endspiel 1944 wurde Al Blozis von der US Army nach Frankreich verlegt und kam als Leutnant bei der Bergung von zwei verwundeten amerikanischen Soldaten im Zweiten Weltkrieg ums Leben. Al Blozis ist auf dem Cimetière militaire américain de Saint-Avold in Saint-Avold beerdigt.

## Ehrungen
Blozis ist Mitglied im NFL 1940s All-Decade Team, in der Georgetown University Athletic Hall of Fame und in der College Football Hall of Fame. Seine Rückennummer 32 wird durch die Giants nicht mehr vergeben, seit 2010 ehren sie ihn auf dem Ring of Honor. Die US-Armee benannte eine Trainingshalle in Frankfurt am Main nach Blozis. Albert Blozis spielte in einem Pro Bowl, dem Abschlussspiel der besten Spieler einer Saison. Er wurde einmal zum All-Pro gewählt.